# Esthlogenopsis atlantica
Esthlogenopsis atlantica là một loài bọ cánh cứng trong họ Cerambycidae.